# Freakazoid!
Freakazoid! (1995–1997) – amerykański serial animowany emitowany w latach 1995–1997, stworzony przez Bruce'a Timma i Paula Dini, a rozwinięty przez Toma Rueggera. 

## Fabuła
Głównym bohaterem jest Dexter Douglas, nastoletni entuzjasta komputerów, który w wyniku przypadkowego uruchomienia wadliwego mikroprocesora zostaje wciągnięty do cyberprzestrzeni. Tam, pod wpływem ogromnej ilości bezużytecznych informacji, przeistacza się w ekscentrycznego superbohatera o nadludzkich zdolnościach, znanego jako Freakazoid.
Freakazoid posiada niezwykłą siłę, wytrzymałość, szybkość i zwinność, a także dostęp do całej wiedzy zgromadzonej w Internecie. Choć nie potrafi latać, często udaje latanie, biegnąc z wyciągniętymi ramionami i naśladując dźwięki lotu. Jego siedzibą jest Freakalair, parodia jaskini Batmana zbudowana przez niemego lokaja Ingmara, oraz laboratorium szalonego naukowca. 
W codziennym życiu Dexter może przemieniać się w Freakazoida, wypowiadając frazę „Freak out!”, a wracać do normalnej postaci, mówiąc „Freak in!”. Podczas gdy Dexter jest nieśmiałym nastolatkiem, Freakazoid to przebojowy żartowniś, który ciągle zaskakuje przeróżnymi wygłupami i dowcipami. 
Serial charakteryzuje się unikalnym stylem humoru, łączącym slapstick, łamanie czwartej ściany, parodię, surrealistyczny humor i odniesienia do popkultury. Oprócz głównej fabuły, Freakazoid! zawierał także mini-segmenty z udziałem innych bohaterów, takich jak Lord Bravery czy The Huntsman, które parodiowały konwencje gatunku filmu superbohaterskiego.

## Obsada
- Paul Rugg jako Freakazoid
- Edward Asner jako sierżant Podpucha
- Tress MacNeille jako Debbie Douglas / Królowa Kobra
- John P. McCann jako Herosik
- Googy Gress jako Duncan Douglas
- Tracy Rowe jako Steph
- David Warner jako Mózgowiec
- Jeff Bennett jako lord Cykor / Troglodyta / Jack Knot / Superłowca
- Stephen Furst jako Komiksomaniak
- Craig Ferguson jako Roddy MacPsuj
- Ricardo Montalbán jako Guitierrez
- Maurice LaMarche jako Bizoniusz
- Frank Welker jako Kot Cyberek

oraz
- Corey Burton
- Jim Cummings

## Odcinki

### Spis odcinków
| N/o            | Polski tytuł                                                        | Angielski tytuł                          |
| -------------- | ------------------------------------------------------------------- | ---------------------------------------- |
|                |                                                                     |                                          |
| SEZON PIERWSZY |                                                                     |                                          |
|                |                                                                     |                                          |
| 01             | Prognoza pogody na jutro                                            | Five Day Forecast                        |
| 01             | Taniec potępięców                                                   | Dance of Doom                            |
| 01             | Rękoman                                                             | Hand Man                                 |
|                |                                                                     |                                          |
| 02             | Jack Knot                                                           | Candle Jack                              |
| 02             | Toby Danger w filmie: Dzień Apokalipsy                              | Toby Danger in Doomsday Bet              |
| 02             | Lobotomia                                                           | The Lobe                                 |
|                |                                                                     |                                          |
| 03             | Przy-Głup                                                           | Mo-Ron                                   |
| 03             | Lord Cykor w filmie: Ale kanał                                      | Lord Bravery in The Sewer Rescue         |
| 03             | Legendy przy obiadku                                                | Legends Who Lunch                        |
|                |                                                                     |                                          |
| 04             | A imię jego Komiksomaniak                                           | And FanBoy Is His Name                   |
| 04             | Dzieje krasnali ogrodowych: Księga IV – Igraszki o zachodzie słońca | Lawn Gnomes: Chapter IV – Fun in the Sun |
| 04             | Telewizyjny kurs języka francuskiego                                | Frenching with Freakazoid                |
|                |                                                                     |                                          |
| 05             | Freakopies furiatek                                                 | Foamy the Freakadog                      |
| 05             | Ach, ta biurokracja                                                 | Office Visit                             |
| 05             | Oda na cześć Leonarda Nimoya                                        | Ode to Leonard Nimoy                     |
| 05             | Próba systemu wczesnego ostrzegania                                 | Emergency Broadcast System               |
| 05             | Telewizyjny kurs języka norweskiego                                 | Cönversational Nörwegian                 |
|                |                                                                     |                                          |
| 06             | Mikroprocesor Freak, cz. 1                                          | The Chip, Part I                         |
|                |                                                                     |                                          |
| 07             | Mikroprocesor Freak, cz. 2                                          | The Chip, Part II                        |
| 07             | Freakazoid zmienia bieg historii                                    | Freakazoid is History!                   |
|                |                                                                     |                                          |
| 08             | Piekielne wyścigówki                                                | Hot Rods From Heck                       |
| 08             | Superłowca w filmie: Czas na zło                                    | The Huntsman in A Time For Evil          |
|                |                                                                     |                                          |
| 09             | Relakso-wizja                                                       | Relax-O-Vision                           |
| 09             | Sadłoman i Tęgawek                                                  | Fatman and Boy Blubber                   |
| 09             | Areszt za idiotyzm                                                  | Limbo Lock-Up                            |
| 09             | Superłowca w filmie: Pałac Terroru                                  | The Huntsman in Terror Palace            |
|                |                                                                     |                                          |
| 10             | Łokcie przy sobie                                                   | In Arms Way                              |
| 10             | Chmurka                                                             | The Cloud                                |
|                |                                                                     |                                          |
| 11             | Następnym razem najpierw zadzwoń                                    | Next Time, Phone Ahead                   |
| 11             | Predator prymusów                                                   | Nerdator                                 |
|                |                                                                     |                                          |
| 12             | Dom Freakazoida                                                     | House of Freakazoid                      |
| 12             | Coś tu brzydko pachnie                                              | Sewer or Later                           |
|                |                                                                     |                                          |
| 13             | Zemsta Guitierreza                                                  | The Wrath of Guitierrez                  |
|                |                                                                     |                                          |
| SEZON DRUGI    |                                                                     |                                          |
|                |                                                                     |                                          |
| 14             | Randka Dextera                                                      | Dexter’s Date                            |
|                |                                                                     |                                          |
| 15             | Freakazoid chrzestny                                                | The Freakazoid                           |
|                |                                                                     |                                          |
| 16             | Misja Freakazoida                                                   | Mission: Freakazoid                      |
|                |                                                                     |                                          |
| 17             | Rzecz o miłości                                                     | A Matter of Love                         |
|                |                                                                     |                                          |
| 18             | Wirtualny Freak                                                     | Virtual Freak                            |
|                |                                                                     |                                          |
| 19             | Herosik                                                             | Hero Boy                                 |
|                |                                                                     |                                          |
| 20             | Zjazd miłośników science fiction                                    | Freak-A-Panel                            |
| 20             | Grobowiec Niewiducha                                                | Tomb of Invisibo                         |
|                |                                                                     |                                          |
| 21             | Wyspa doktora Mistiko                                               | Island of Dr. Mystico                    |
|                |                                                                     |                                          |
| 22             | Posągowa piękność                                                   | Statuesque                               |
|                |                                                                     |                                          |
| 23             | Dwoje na jednego                                                    | Two Against Freak                        |
|                |                                                                     |                                          |
| 24             | Normadeusz                                                          | Normadeus                                |
|                |                                                                     |                                          |